# Jan Peumans
Jan Peter Peumans (Maastricht, 6 de gener de 1951) és un polític flamenc. Involucrat en el moviment flamenc, des de jove va militar al Volksunie. Va ser diputat per aquest partit del consell provincial limburguès i és des de 2004 diputat del Parlament Flamenc per Nieuw-Vlaamse Alliantie (N-VA). Regidor de Riemst des de 1983, va ser alcalde del municipi entre 1995 i 2006. Des de 2007 fins 2009 va ser el líder del grup de la N-VA al parlament. Després de les eleccions del juny de 2009, es va convertir en el president del Parlament Flamenc, en substitució de Marleen Vanderpoorten.
El 27 de gener de 2010 Peumans va causar controvèrsia després que s'absentés durant una recepció al palau reial. Com a convençut republicà, rebutja assistir a les recepcions del Palau Reial, encara que va parlar amb el monarca una vegada amb motiu del dia de la Comunitat Flamenca.